# Реут Михайло Венедиктович
Михайло Венедиктович Реут (1882 — розстріляний 1937) — український радянський партійний діяч, робітник, один з керівників більшовицького підпілля в Києві. Член ЦК КП(б)У в жовтні 1918 — березні 1919 р. Член Ревізійної Комісії КП(б)У в жовтні 1918 — березні 1920 р. Член Центральної Контрольної Комісії КП(б)У в квітні 1923 — травні 1924 р.

## Біографія
Робітник, за фахом кравець. У 1902 році був заарештований за розповсюдження листівок антиурядового змісту. З 1903 року (з перервами) жив і працював у місті Києві.
Член РСДРП(б) з 1903 року.
З 1909 року активно працював у Київській підпільній організації РСДРП. Неодноразово арештовувався царською поліцією. У 1916 році був висланий в Іркутську губернію.
У 1917 році — член Київського комітету РСДРП(б), а також член виконкому Київської Ради робітничих депутатів. Один із засновників Київської професійної спілки кравців, член Центрального бюро профспілок.
У 1918 році — один із організаторів боротьби більшовиків Київщини проти німецьких військ, член Тимчасового Всеукраїнського партійного комітету, член Київського підпільного обласного комітету КП(б)У.
Згодом обіймав ряд керівних партійних посад, перебував на господарській роботі. У 1923 році працював завідувачем Київського губернського відділу державного контролю (робітничо-селянської інспекції).
У 1920-ті роки — директор Київського міського банку. З 1932 року — директор Київського обласного комунального банку (облкомунбанку).
У 1937 році заарештований органами НКВС СРСР. 25 серпня 1937 року засуджений трійкою НКВС Київської області до розстрілу.